# 최강 몬스터즈
최강 몬스터즈(최강Monsters)는 JTBC에 방송되는 《최강야구》의 주연 구단이다. 캐치프레이즈는 WIN OR NOTHING(윈 오어 낫씽)이다.

## 출연진 선수

### 투수
- 11 이대은(SP)
- 19 신재영(SP)
- 20 선성권(RP)
- 21 송승준(RP)
- 28 강민구(CP)
- 40 니퍼트(CP)
- 45 이용헌(RP)
- 47 유희관(SP)

### 포수
- 12 박재욱(C)
- 27 이홍구(C)
- 53 고대한(C)

### 내야수
- 5 문교원(SS)
- 8 정근우(2B)
- 10 이대호(1B)
- 16 정성훈(3B)
- 52 임상우(SS)

### 외야수
- 2 최수현(CF)
- 4 서동욱(RF)
- 15 국해성(RF)
- 24 김문호(RF)
- 29 이택근(CF)
- 33 박용택(주장)(DH)
- 35 윤상혁(RF)
- 37 정의윤(LF)

## 감독
- 36 이승엽 (1대, 2022년 5월 7일 ~ 2022년 10월 17일)
- 33 박용택 (감독대행, 2022년 10월 18일 ~ 2022년 11월 6일)
- 38 김성근 (2대, 2022년 11월 7일 ~ 2025년 4월 18일)[1]
- -- 이종범 (3대, 2025년 6월 ~ 현재)

## 단장
- 1대 장시원 (2022년 5월 7일 ~ 2025년 3월 11일)

## 코치
- 71 이광길(수석코치)
- 72 오세훈(트레이닝코치)
- 32 김선우(투수코치, 해설위원 겸직)

## 취업 선수
- 36 이승엽(감독): 2023년 두산 베어스 감독 취임
- 86 정수성(코치): 2023년 두산 베어스 작전코치 부임
- 0 지석훈(SS): 2023년 NC 다이노스 2군 수비코치 부임
- 15 오주원(SP): 2024년 키움 히어로즈 잔류군 투수코치 부임
- 6 한경빈(SS): 2022년 한화 이글스 입단 (육성선수)
- 22 윤준호(C): 2023년 두산 베어스 입단 (5라운드)
- 17 류현인(SS): 2023년 kt 위즈 입단 (7라운드)
- 25 박찬희(C): 2023년 NC 다이노스 입단 (육성선수)
- 7 원성준(SS): 2024년 키움 히어로즈 입단 (육성선수)
- 6 황영묵(SS): 2024년 한화 이글스 입단 (4라운드)
- 57 정현수(SP): 2024년 롯데 자이언츠 입단 (2라운드)
- 18 고영우(3B): 2024년 키움 히어로즈 입단 (4라운드)
- 41 김민주(SP)[2]: 2024년 KIA 타이거즈 입단 (7라운드)
- 1 유태웅(SS): 2025년 롯데 자이언츠 입단 (육성선수)

## 방출 선수
- 67 심수창(RP): 2023년 방출
- 13 장원삼(RP): 2024년 방출

## 임대 선수
- - 장원진(코치, 2023)
- 75 정진호(코치, 2023)
- 6 박승환(SS, 2022)
- 41 김민주(SP, 2023)
- 99 나지완(LF, 2023)
- 28 강민구(CP, 2024)

## 역대 선발진
| 연도 | 1선발  | 2선발  | 3선발  | 4선발  | 5선발  |
| ---- | ------ | ------ | ------ | ------ | ------ |
| 2022 | 유희관 | 이대은 | 오주원 | 장원삼 | 심수창 |
| 2023 | 이대은 | 신재영 | 오주원 | 정현수 | 김민주 |
| 2024 | 유희관 | 이대은 | 니퍼트 | -      | -      |

## 역대 응원단
- 응원단장
  - 한재권 (2022-2023)
  - 이윤승 (임시, 2023)
  - 오명섭 (임시, 2023-2024)
  - 김주일 (2023-)
- 치어리더
  - 서현숙 (2022-)
  - 이나경 (2022-)
  - 정희정 (2022-)
  - 안혜지 (2022-)
  - 박성은 (2022-)
  - 안지현 (2022-)
  - 박기량 (2024-)

## 통산 기록
| 연도   | 승 | 무 | 패 | 승률  |
| ------ | -- | -- | -- | ----- |
| 2022년 | 21 | 0  | 8  | 0.724 |
| 2023년 | 22 | 0  | 9  | 0.710 |
| 2024년 | 24 | 0  | 6  | 0.800 |

## 2022 시즌 골든글러브 어워즈

### 1부: 특별상 수상내역
- 수비요정상: 지석훈
- 왕이 될 상: 이대호
- 욕망상: 박용택, 정의윤
- 베스트 커플상: 정용검, 김선우
- 더그아웃 토크상: 송승준, 장원삼
- 나한테 바나나상: 심수창
- 고령투수상: 김선우
- 나이스 아이상: 서동욱
- 나이스 번트상: 김문호
- 실력이 떡상: 박찬희
- 노력이 가상: 이택근
- 올라가요 정상: 최수현
- 부상: 유희관 장원삼
- 공로상: 오세훈
- 입스극복상: 이홍구
- 멘탈코치상: 송승준
- 낭만투수상: 오주원
- 우주미남상: 유희관

### 2부: 선수별 부문 골든글러브상
투수 부문
- 평균 자책점상: 이대은 총 20경기 51과 2/3이닝 평균 자책점 1.92
- 다승상: 유희관 총 20경기 83과 2/3이닝 총 9승
- 탈삼진상: 유희관 탈삼진 총 57개
- 홀드상: 오주원 3홀드
- 세이브상: 이대은 2세이브

타자 부문
- 타율상: 이홍구 3할 3푼 8리
- 최다안타상: 정근우 37안타 전경기출장
- 홈런상: 정근우
- 타점상: 정근우 14타점
- 도루상: 정성훈 5도루

시즌 MVP
- 신인상: 김성근
- 최강야구 MVP: 유희관

## 같이 보기
- 최강야구